# 杰米·利德尔

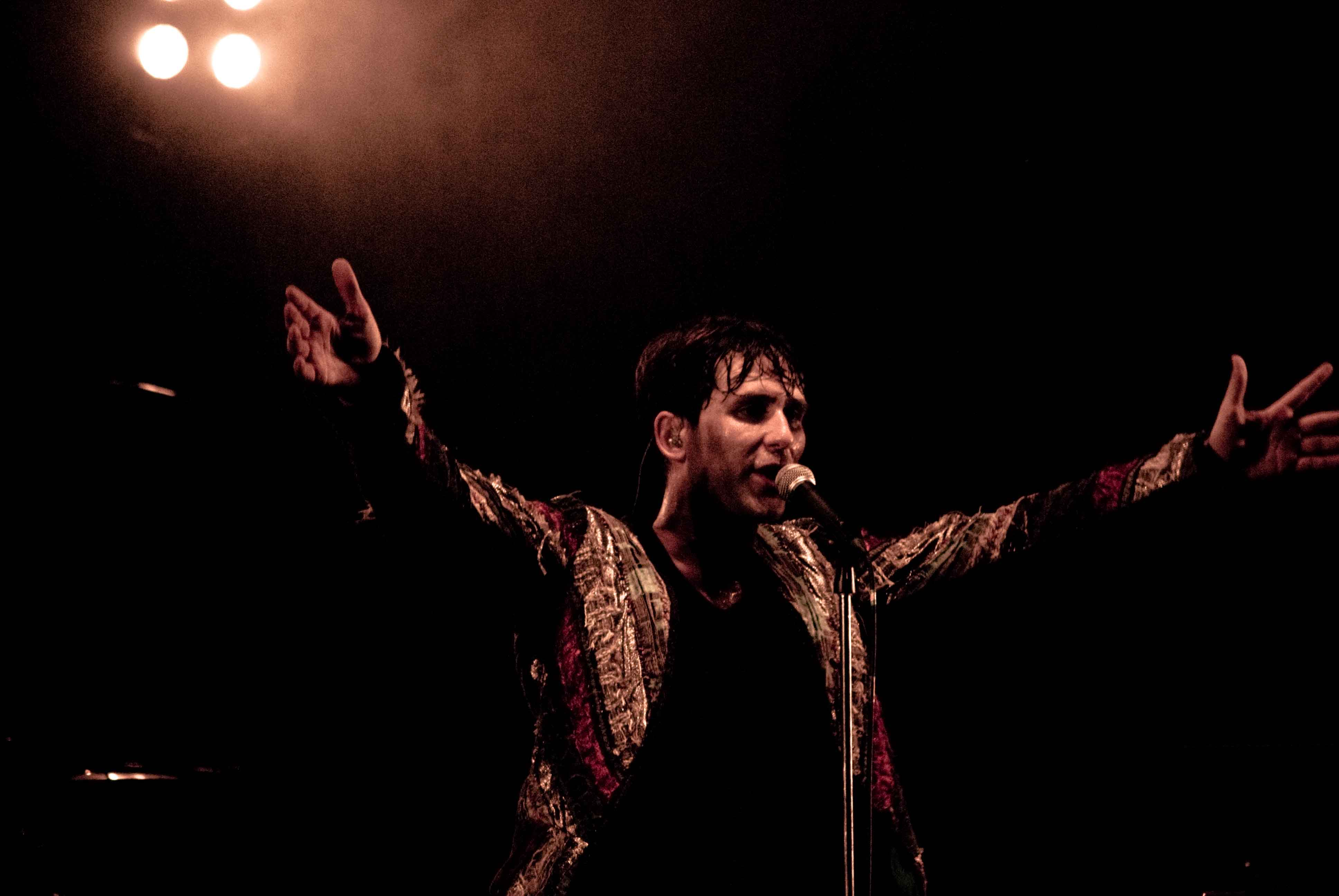
杰米·利德尔

杰米·亚历山大·利德尔（Jamie Alexander Lidderdale，1973年9月18日—）是一位英格兰音乐家，灵魂乐歌手、播客节目主持人。他曾是乐队“Super_Collider”成员。利德尔生活在美国田纳西州纳什维尔。